# Szatanki
Szatanki (niem. Schattens) – osada na Warmii w Polsce, położona w województwie warmińsko-mazurskim, w powiecie olsztyńskim, w gminie Jonkowo. W latach 1975–1998 miejscowość administracyjnie należała do województwa olsztyńskiego.
Osada Szatanki wchodzi w skład sołectwa Stare Kawkowo.

## Historia
Pochodzenie nazwy osady nie jest jasne, gdyż nie zachował się dokument lokacyjny i trudno określić pierwotną nazwę i związaną z tym etymologię. Nie wiadomo więc, czy nazwa wywodzi się z języka pruskiego (satas, satailis – burza, hałas) czy niemieckiego. W dokumentach miejscowość zapisywana była jako Schötchen, Schoeten (1564), Schednitz (1576), Scatanky (XVII w.), Schatansky (1622), Szatanki (1673–74), Szatanskie (1680–85), Schednitz (1701), Schoten (1755), Schattens (1785), Szatanki (od 1947). We wsi znajduje się przydrożna kapliczka warmińska.
Wieś wymieniana w dokumentach z 1564 r., później z 1572 r., w tym czasie właścicielem tutejszego majątku ziemskiego był Peter Pfaff. Jego potomek Salomon Pfaff na początku XVII wieku zwany był także Szatańskim (nazwisko od nazwy miejscowości).
W 1928 r. określane jako obszar dworski. W 1987 r. jako wieś w gminie Jonkowo.